# Paul Ziegler (Politiker, 1871)

Paul Ziegler

Paul Ziegler (* 15. September 1871 in Barmen (heute Stadtteil von Wuppertal); † 1945 in Erfurt) war ein deutscher Politiker (DDP).

## Leben
Paul Ziegler besuchte die Volksschule in Barmen und macht anschließend eine Lehre als Schlosser. Er übte seinen Beruf in verschiedenen Maschinenfabriken aus, bis er ab 1904 als „Lokalbeamter“ für den Gewerkverein der deutschen Maschinenbau- und Metallarbeiter (Hirsch-Duncker) tätig war. 1907 wurde er zum Bezirksleiter dieser Gewerkschaft in Siegen ernannt.
Von 1910 bis 1929 war Ziegler Stadtverordneter in Siegen. Während des Ersten Weltkriegs war Ziegler zudem Mitglied der örtlichen Lebensmittelverwaltungsdeputation. 1918/1919 war er Mitglied des (bürgerlich orientierten) städtischen Arbeiter- und Soldatenrats. Er war Vorsitzender der Allgemeinen Ortskrankenkasse Siegen und Vorsitzender des Verbandes Westfälischer Krankenkassen. Er war Vorstandsmitglied des Gesamtverbands der Krankenkassen Deutschlands. Von 1929 bis 1933 leitete er das Arbeitsamt der Stadt Erfurt.
Im Januar 1919 wurde Ziegler in die Weimarer Nationalversammlung gewählt. Anschließend gehörte er von Juni 1920 bis September 1930 für vier Legislaturperioden dem Reichstag an, zunächst als Vertreter des Wahlkreises 20, dann (nach einer Neudurchnummerierung der Wahlkreise) des Wahlkreises 18 (Westfalen Süd). Im Parlament galt er als Vertreter des linken Flügels der DDP.
Am 1. Mai 1933 wurde Ziegler Mitglied der NSDAP.

## Schriften
- Kriegslöhne und Kriegsgewinne in der Siegerländer Metallindustrie. 1918
- Die Forderung der deutschen Demokratischen Partei. Tatkräftige Sozialpolitik. Rede im Reichstage am 26. Juni 1924. 1924